# Eriopyga opinabilis
Eriopyga opinabilis là một loài bướm đêm trong họ Noctuidae.